# Ste. Genevieve Bay
Ste. Genevieve Bay is een baai van 16,5 km² in de Canadese provincie Newfoundland en Labrador. De baai bevindt zich aan de noordwestkust van het eiland Newfoundland.

## Geografie
Ste. Genevieve Bay ligt aan de westkust van het Great Northern Peninsula, het meest noordelijke gedeelte van Newfoundland. Ze wordt in het zuiden begrensd door het schiereiland van Pond Cove en in het noorden door Forresters Point. Tussen beide kapen, daar waar de baai uitgeeft in de Saint Lawrencebaai, ligt een afstand van 6,5 km.
De baai telt verschillende klippen en kleine eilandjes. Gooseberry Island (0,35 km²) is bij verre het grootste eiland in de baai. Current Island, dat 1,15 km² meet, ligt iets te westelijk om nog tot Ste. Genevieve Bay gerekend te worden. De Ste. Genevieve, een rivier die Ten Mile Lake afwatert, mondt in het oosten van de gelijknamige baai uit.
Langsheen de oevers van Ste. Genevieve Bay liggen twee dorpen, namelijk Pond Cove bij de zuidelijke kaap en Forresters Point bij de noordelijke kaap.